# Починок (Коротовское сельское поселение)
Починок — деревня в Череповецком районе Вологодской области.
Входит в состав Коротовского сельского поселения, с точки зрения административно-территориального деления — в Коротовский сельсовет.
Расстояние до районного центра Череповца по автодороге — 90 км, до центра муниципального образования Коротово по прямой — 22 км. Ближайшие населённые пункты — Малая Липенка, Миндюкино, Чаево.
По переписи 2002 года население — 16 человек.